# 羅茲省 (1919-1939)
羅茲省 （Województwo Łódzkie）是波蘭第二共和國時期的一個省，位於該國西部。1938年時面積20,446平方公里，1931年人口2,650,100人。首府羅茲。
1939年時下分15縣。